# Mason Alexander Park
Mason Alexander Park (Fairfax, 12 de juliol de 1995) és una persona no-binària dels Estats Units dedicada a l'actuació en pel·lícules, sèries de televisió i obres de teatre. La seva tasca al teatre li va merèixer un premi Helen Hayes. A la televisió, ha interpretat Gren a l'adaptació de Netflix de l'anime Cowboy Bebop i participa en la sèrie The Sandman, basada en l'obra homònima de Neil Gaiman.

## Primers anys
Park va néixer a Fairfax (Virgínia) i durant els seus primers anys vivia momentàniament en diverses ciutats per la feina del seu pare fins que la família va establir-se a Carolina del Nord. Es defineix com una persona no-binària i utilitza el pronom anglès they. Va descobrir la passió per actuar durant un campament d'estiu a Texas. Amb la necessitat d'incorporar-se en un nou entorn després de patir assetjament escolar, Park va anar a Los Angeles amb la seva mare i es va matricular a l'Escola d'Arts Visuals i Escèniques Ramón C. Cortines. Es van graduar l'any 2016 amb un Bachelor of Arts en teatre musical a la Universitat Point Park de Pittsburgh.

## Filmografia

### Cinema
| Any  | Títol              | Paper          | Notes |
| ---- | ------------------ | -------------- | ----- |
| 2015 | Not in My Backyard | Estudiant      |       |
| 2019 | Before You Know It | Persona becada |       |

### Televisió
| Any  | Títol                                  | Paper                | Notes                |
| ---- | -------------------------------------- | -------------------- | -------------------- |
| 2010 | Pizza & Karaoke                        |                      | Telefilm             |
| 2011 | iCarly                                 | Toby Peterson        | Episodi: "iLove You" |
| 2012 | Broadway or Bust                       | Mason Alexander Park |                      |
| 2013 | Bucket &amp; Skinner's Epic Adventures | Toby                 | 2 episodis           |
| 2020 | Acting for a Cause                     | Diversos             |                      |
| 2021 | Cowboy Bebop                           | Gren                 | 5 episodis           |
| 2022 | The Legend of Vox Machina              | Tavern Keeper (veu)  | [ 6 ]                |
| 2022 | The Sandman                            | Desire               | [ 7 ]                |

### Web
| Any  | Títol       | Paper | Notes |
| ---- | ----------- | ----- | ----- |
| 2017 | Transplants | Mas   |       |

## Teatre
| Any        | Títol                     | Paper                   | Notes                                                        |
| ---------- | ------------------------- | ----------------------- | ------------------------------------------------------------ |
| 2015       | Mary Poppins              | Miss Andrew             | Benedum Center, Pittsburgh CLO                               |
| 2015       | Altar Boyz                | Mark                    | Greer Cabaret Theater, CLO                                   |
| 2015       | Spring Awakening          | Moritz                  | Greer Cabaret Theater                                        |
| 2016       | South Pacific             | Professor               | Benedum Center, CLO                                          |
| 2017; 2021 | Hedwig and the Angry Inch | Hedwig                  | Gira pels Estats Units Paper principal; Olney Theatre Center |
| 2018       | The Rocky Horror Show     | Dr Frank N Furter       | Bucks County Playhouse, New Hope                             |
| 2019       | Cabaret                   | Emcee                   | Olney Theatre Center                                         |
| 2020       | I Am My Own Wife          | Charlotte von Mahlsdorf | Long Wharf Theatre, New Haven                                |
| 2021       | The Pansy Craze           | Espectacle en solitari  | The Green Room 42, Chelsea Table + Stage, Nova York          |

## Àudio
| Any  | Títol          | Paper   | Notes  |
| ---- | -------------- | ------- | ------ |
| 2019 | Loveville High | Jendrix | [ 14 ] |

## Premis i nominacions
| Any  | Premi              | Categoria                                  | Obra    | Resultat | Ref.   |
| ---- | ------------------ | ------------------------------------------ | ------- | -------- | ------ |
| 2020 | Premis Helen Hayes | Intèrpret principal destacat en un musical | Cabaret | Victòria | [ 15 ] |